# Sarophorus cicatricosus
Sarophorus cicatricosus är en skalbaggsart som beskrevs av Louis Albert Péringuey 1901. Sarophorus cicatricosus ingår i släktet Sarophorus och familjen bladhorningar. Inga underarter finns listade i Catalogue of Life.